# 야쿠르트 식품 공업
주식회사 야쿠르트 식품 공업(株式会社ヤクルト食品工業)는 사가현 간자키시에 있는 일본의 식품 기업이다. 야쿠르트 그룹의 자회사 중 하나이다.
라면 「麺許皆伝」,「神埼そうめん」 등의 면류를 제조하고 있다. 과거에는 클로렐라가 들어간 면을 사용한 「麺許皆伝」을 판매하고 있었지만, 클로렐라 사용을 종료하였고, 보통 면을 채용하면서 판매 수의 저하로 인해 그  대책으로서, 보리 새싹을 원료로 한 파랑즙의 분말을 섞은 라면을 제조하고 있다. 통칭 및 구상품명은 「야쿠르트 라멘」. 또 〈멘모노가타리 혼포〉라는 독자적인 브랜드에 의해, 우동이나 메밀, 소면 등의 건면의 제조도 실시하고 있다. 인스턴트 라면 관련 상품은 일본 전국의 야쿠르트 판매회사(야쿠르트 레이디에 의한 택배)만의 취급으로, 매장에서의 판매는 행하지 않는다.  
덧붙여 〈멘모노가타리 혼포〉 브랜드의 상품에 대해서는, 인터넷에 의한 통신 판매만을 실시하고 있다.